# Miguel Ángel Moralejo Pérez
Miguel Ángel Moralejo, més conegut com a Mora (Torrelavega, 4 d'abril de 1977) és un futbolista càntabre que juga com a defensa.

## Trajectòria
Va començar a destacar al Gimnástica de Torrelavega de la seua ciutat natal. La temporada 96/97 passa a les files del filial del Racing de Santander, tot i que arribaria a jugar 4 partits a la màxima categoria amb el primer equip.
Sense lloc al Racing, la temporada 98/99 recala al Real Jaén. L'estiu del 1999 fitxa pel Reial Saragossa, però queda enquadrat al filial, sense oportunitats amb l'equip A en els dos anys que hi roman. Després d'una temporada a l'Os Belenenses portugués, per la temporada 02/03 retorna a la Gimnástica.
Esta segona etapa a Torrelavega durarà tres anys, fins que el 2005 s'incorpora al Reial Oviedo, que buscava tornar a estar entre els grans. Des de la temporada 07/08 forma part del planter del modest CD Tropezón de la vila càntabra de Tanos.